# روجر هال
روجر هال (بالإنجليزية: Roger Hall)‏ هو كاتب ومؤلف نيوزلندي، ولد في 17 يناير 1939 في وودفورد ‏ في المملكة المتحدة.

## وصلات خارجية
- روجر هال على موقع الموسوعة البريطانية (الإنجليزية)